# I'm Not Dead Tour
I'm Not Dead Tour è il terzo tour della cantante statunitense Pink, a supporto dell'album I'm Not Dead (2006).
È iniziato a San Francisco il 27 giugno 2006 e si è concluso, dopo 138 date in svariate parti del mondo, a Città del Capo l'11 settembre 2007. La tournée permise a Pink di esibirsi per la prima volta negli Emirati Arabi e in Sudafrica.

## Storia
Il tour partì da San Francisco, il 27 giugno 2006, visitando inizialmente teatri e club. Venne descritto da Pink come "intimo". Successivamente, il tour approdò in Europa, dove venne rivisitato e adattato per gli show che si sarebbero svolti nelle arene e negli stadi.
Da gennaio del 2007 fino a marzo dello stesso anno, l'artista portò la tournée nuovamente in Nord America, come artista d'apertura del Future Sex/LoveShow
di Justin Timberlake. 
Ad aprile del 2007, la tournée riprese visitando l'Oceania, con un totale di 36 spettacoli e incassando ben 42 milioni di dollari, per poi tornare in Europa e svolgersi in aree all'aperto e come parte di alcuni festival musicali.
Le ultime date si svolsero a Dubai e in Sudafrica, dove il tour terminò l'11 settembre 2007, a Città del Capo. Insieme al successivo Funhouse Tour (2009), l'I'm Not Dead Tour è il tour di maggior successo di Pink.

## Lo show

### Il palco

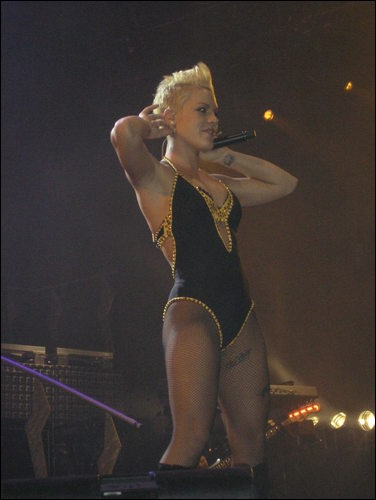
Pink esegue Get the Party Started a Belfast nel novembre del 2006

Durante il tour, vennero usati due differenti palchi. Il primo, usato in Nord America, nella seconda leg europea, in Africa e in Asia, era composto semplicemente da un main stage, dove stavano la cantante con la band, e un manifesto con la scritta "PINK". Durante lo spettacolo, non c'erano ne ballerini ne cambi d'abito. Il secondo palco invece, usato in Oceania e in molte date della prima leg europea, era più grande e simile a quello di un concerto pop, con un main stage, un grande passerella e tre grandi schermi. Durante lo show, diviso in quattro atti, erano presenti alcuni ballerini e la cantante effettuava vari cambi d'abito.

### Sinossi dello show
La maggior parte degli show che si svolsero nelle arene avevano inizio con una grande tenda che cadeva a terra, rivelando l'intero palco. Successivamente le coriste iniziavano a intonare una intro simile ad una marcia militare. Pink entrava in scena con indosso un abito nero, un cappello da ammiraglio e degli occhiali da sole, per eseguire 'Cuz I Can. In seguito la cantante scendeva più in basso,  avvicinandosi al pubblico, ed eseguiva Trouble. Seguivano poi i brani Just like a Pill, Who Knew, la title track I'm Not Dead e la sua celebre cover di Lady Marmalade (che le fece guadagnare un Grammy Award nel 2001) con i quali si spogliava di parte del suo primo costume. 
Il secondo atto si apriva con il numero più provocatorio dello show, ossia Stupid Girls. Durante quest'ultima infatti, l'artista era vestita come nel video musicale e presentava vari stereotipi di "ragazze stupide", interpretate da delle ballerine. Tra queste c'era anche una ragazza con un finto seno eccessivamente grande, che la cantante faceva scoppiare come dei palloncini. Una volta eseguito il brano, l'atmosfera cambiava immediatamente con la performance di There You Go, messa in scena con uno stile spanish e degli abiti maschili. Seguiva una breve coreografia fatta con delle sedie, durante la quale Pink cantava il ritornello di God Is a DJ e spariva poi dietro le quinte.
Il brano successivo era Fingers, che l'artista cantava da dentro una grande rete azzurra sospespesa in aria, con soltanto della biancheria intima leopardata addosso. Un cambio d'abito e la cantante faceva il suo ritorno in scena, con l'esecuzione di Family Portrait, che resta uno dei suoi brani più famosi. 
A questo punto aveva inizio la parte acustica. Durante questo atto, Pink indossava un lungo abito bianco e una bandana avvolta in testa. I primi brani ad essere eseguiti erano una cover di Redemption Song e il singolo The One That Got Away, seguiti da Dear Mr. President. Con questa canzone l'artista si rivolgeva direttamente all'allora presidente degli Stati Uniti, George W. Bush, criticando il suo governo e accusandolo di non essere attento al fatto che molte persone si trovino in condizioni di vita disagiate. Questa sezione veniva chiusa con una cover del celebre brano What's Up dei 4 Non Blondes, brano che Pink riproporrà anche negli anni successivi.
L'ultima parte dello show iniziava con la controversa U + Ur Hand, eseguita con una giacca nera e una grande motocicletta presente sul palcoscenico. Dopo essersi tolta la giacca, la cantante rivelava una maglietta e un gonnellino grigio, per eseguire 18 Wheeler e Don't Let Me Get Me. Il brano seguente era Leave Me Alone (I'm Lonely), con il quale Pink ringraziava il pubblico e i ballerini facevano un inchino conclusivo. Poco dopo la cantante tornava sul palco con indosso un body nero e dei pantaloni lunghi, per eseguire Nobody Knows. L'ultima canzone dello spettacolo era la celebre Get the Party Started, che per l'occasione venne mixata con Sweet Dreams (Are Made of This) degli Eurythmics. Durante il brano Pink, con solo il body indosso, volteggiava in aria con le ballerine tramite dei tessuti aerei, per poi scatenare una pioggia di coriandoli e sparire dietro le quinte.

## Scaletta

### Prima leg europea, Oceania, Asia, Africa
1. 'Cuz I Can
2. Trouble
3. Just like a Pill
4. Who Knew
5. I'm Not Dead
6. Lady Marmalade
7. Stupid Girls (contiene elementi di Most Girls)
8. There You Go
9. God Is a DJ (dance break; eseguito solo il ritornello)
10. Fingers
11. Family Portrait
12. Redemption Song
13. The One that Got Away
14. Dear Mr. President
15. What's Up
16. U + Ur Hand
17. 18 Wheeler
18. Don't Let Me Get Me
19. Leave Me Alone (I'm Lonely)
20. Nobody Knows
21. Get the Party Started (contiene elementi di Sweet Dreams (Are Made of This) degli Eurythmics)

### Nord America
1. 'Cuz I Can
2. Trouble
3. Just like a Pill
4. Stupid Girls
5. Who Knew
6. Lady Marmalade
7. Family Portrait
8. 18 Wheeler
9. Lonely Girl
10. I'm Not Dead
11. Don't Let Me Get Me
12. There You Go
13. What's Up
14. Leave Me Alone (I'm Lonely)
15. Mercedes Benz
16. The One that Got Away
17. Dear Mr.President
18. Get the Party Started

### Seconda leg europea
1. Cuz I Can
2. Trouble
3. Just like a Pill
4. Who Knew
5. Stupid Girls
6. I'm Not Dead
7. Family Portrait
8. My Vietnam
9. Last to Know
10. Try Too Hard
11. Me and Bobby McGee / Mercedes Benz / Piece of My Heart
12. Lonely Girl
13. Don't Let Me Get Me
14. 18 Wheeler
15. Dear Mr. President
16. What's Up
17. Leave Me Alone (I'm Lonely)
18. U + Ur Hand
19. Get the Party Started

## Registrazioni
La data di Londra, il 4 dicembre 2006, venne registrata e distribuita in formato DVD, con il nome di Live from Wembley Arena, London, England. La prima pubblicazione avvenne il 22 marzo 2007.
Nel DVD viene mostrato l'intero show (ad eccezione delle performance di Lady Marmalade e Redemption Song) più una galleria fotografica e alcuni momenti della vita di Pink durante il tour.

## Date
| Data                                                    | Città             | Stato               | Luogo                                     | Biglietti venduti/Biglietti disponibili | Incasso      |              |
| Nord America                                            | Nord America      | Nord America        | Nord America                              | Nord America                            | Nord America | Nord America |
| ------------------------------------------------------- | ----------------- | ------------------- | ----------------------------------------- | --------------------------------------- | ------------ | ------------ |
| 27 giugno 2006                                          | San Francisco     | Stati Uniti         | Fillmore Auditorium                       | N.D.                                    | N.D.         |              |
| 28 giugno 2006                                          | Avalon            | Stati Uniti         | Avalon Theatre                            | N.D.                                    | N.D.         |              |
| 30 giugno 2006                                          | Las Vegas         | Stati Uniti         | The Beach at Mandalay Bay                 | N.D.                                    | N.D.         |              |
| 5 luglio 2006                                           | Minneapolis       | Stati Uniti         | First Avenue                              | N.D.                                    | N.D.         |              |
| 9 luglio 2006                                           | Indianapolis      | Stati Uniti         | Vogue Theatre                             | N.D.                                    | N.D.         |              |
| 12 luglio 2006                                          | Cleveland         | Stati Uniti         | House of Blues                            | N.D.                                    | N.D.         |              |
| 13 luglio 2006                                          | Toronto           | Canada              | Kool Haus                                 | N.D.                                    | N.D.         |              |
| 15 luglio 2006                                          | Filadelfia        | Stati Uniti         | Electric Factory                          | N.D.                                    | N.D.         |              |
| 16 luglio 2006                                          | Washington        | Stati Uniti         | 9:30 Club                                 | N.D.                                    | N.D.         |              |
| 18 luglio 2006                                          | Boston            | Stati Uniti         | Avalon Ballroom                           | N.D.                                    | N.D.         |              |
| 19 luglio 2006                                          | New York          | Stati Uniti         | Webster Hall                              | N.D.                                    | N.D.         |              |
| 21 luglio 2006                                          | Myrtle Beach      | Stati Uniti         | House of Blues                            | N.D.                                    | N.D.         |              |
| 24 luglio 2006                                          | Fort Lauderdale   | Stati Uniti         | Revolution Live                           | N.D.                                    | N.D.         |              |
| 25 luglio 2006                                          | Saint Petersburg  | Stati Uniti         | Jannus Landing                            | N.D.                                    | N.D.         |              |
| 26 luglio 2006                                          | Orlando           | Stati Uniti         | House of Blues                            | N.D.                                    | N.D.         |              |
| 28 luglio 2006                                          | Houston           | Stati Uniti         | Warehouse Live                            | N.D.                                    | N.D.         |              |
| 29 luglio 2006                                          | Dallas            | Stati Uniti         | Gypsy Tea Room                            | N.D.                                    | N.D.         |              |
| Europa                                                  |                   |                     |                                           |                                         |              |              |
| 8 settembre 2006                                        | Istanbul          | Turchia             | Park Orman                                | N.D.                                    | N.D.         |              |
| 9 settembre 2006                                        | Jesolo            | Italia              | Lido di Jesolo                            | N.D.                                    | N.D.         |              |
| 27 settembre 2006                                       | Zurigo            | Svizzera            | Hallenstadion                             | N.D.                                    | N.D.         |              |
| 28 settembre 2006                                       | Innsbruck         | Austria             | Olympiahalle                              | N.D.                                    | N.D.         |              |
| 1 ottobre 2006                                          | Anversa           | Belgio              | Sportpaleis                               | N.D.                                    | N.D.         |              |
| 3 ottobre 2006                                          | Birmingham        | Regno Unito         | National Indoor Arena                     | N.D.                                    | N.D.         |              |
| 4 ottobre 2006                                          | Londra            | Regno Unito         | Wembley Arena                             | N.D.                                    | N.D.         |              |
| 7 ottobre 2006                                          | Monaco di Baviera | Germania            | Olympiahalle                              | N.D.                                    | N.D.         |              |
| 8 ottobre 2006                                          | Friburgo          | Germania            | Rothaus Arena                             | N.D.                                    | N.D.         |              |
| 10 ottobre 2006                                         | Berlino           | Germania            | Max-Schmeling-Halle                       | N.D.                                    | N.D.         |              |
| 11 ottobre 2006                                         | Hannover          | Germania            | TUI Arena                                 | N.D.                                    | N.D.         |              |
| 12 ottobre 2006                                         | Norimberga        | Germania            | Nuremberg Arena                           | N.D.                                    | N.D.         |              |
| 14 ottobre 2006                                         | Rotterdam         | Paesi Bassi         | Ahoy Rotterdam                            | N.D.                                    | N.D.         |              |
| 15 ottobre 2006                                         | Enschede          | Paesi Bassi         | GO Planet                                 | N.D.                                    | N.D.         |              |
| 18 ottobre 2006                                         | Francoforte       | Germania            | Festhalle Frankfurt                       | N.D.                                    | N.D.         |              |
| 19 ottobre 2006                                         | Colonia           | Germania            | Kölnarena                                 | N.D.                                    | N.D.         |              |
| 20 ottobre 2006                                         | Oberhausen        | Germania            | König Pilsener Arena                      | N.D.                                    | N.D.         |              |
| 22 ottobre 2006                                         | Lipsia            | Germania            | Arena Leipzig                             | N.D.                                    | N.D.         |              |
| 23 ottobre 2006                                         | Mannheim          | Germania            | SAP Arena                                 | N.D.                                    | N.D.         |              |
| 25 ottobre 2006                                         | Copenaghen        | Danimarca           | Forum Copenaghen                          | N.D.                                    | N.D.         |              |
| 27 ottobre 2006                                         | Oslo              | Norvegia            | Oslo Spektrum                             | N.D.                                    | N.D.         |              |
| 28 ottobre 2006                                         | Stoccolma         | Svezia              | Hovet                                     | N.D.                                    | N.D.         |              |
| 30 ottobre 2006                                         | Helsinki          | Finlandia           | Helsinki Ice Hall                         | N.D.                                    | N.D.         |              |
| 31 ottobre 2006                                         | Tallinn           | Estonia             | Saku Suurhall Arena                       | N.D.                                    | N.D.         |              |
| 1 novembre 2006                                         | Riga              | Lettonia            | Arena Riga                                | N.D.                                    | N.D.         |              |
| 5 novembre 2006                                         | Manchester        | Regno Unito         | Manchester Evening News Arena             | N.D.                                    | N.D.         |              |
| 7 novembre 2006                                         | Cardiff           | Regno Unito         | Cardiff International Arena               | N.D.                                    | N.D.         |              |
| 10 novembre 2006                                        | Newcastle         | Regno Unito         | Metro Radio Arena                         | N.D.                                    | N.D.         |              |
| 11 novembre 2006                                        | Nottingham        | Regno Unito         | Trent FM Arena Nottingham                 | N.D.                                    | N.D.         |              |
| 13 novembre 2006                                        | Plymouth          | Regno Unito         | Plymouth Pavilions                        | N.D.                                    | N.D.         |              |
| 14 novembre 2006                                        | Brighton          | Regno Unito         | Brighton Centre                           | N.D.                                    | N.D.         |              |
| 16 novembre 2006                                        | Dublino           | Irlanda             | Point Theatre                             | N.D.                                    | N.D.         |              |
| 17 novembre 2006                                        | Belfast           | Regno Unito         | Odyssey Arena                             | N.D.                                    | N.D.         |              |
| 18 novembre 2006                                        | Belfast           | Regno Unito         | Odyssey Arena                             | N.D.                                    | N.D.         |              |
| 20 novembre 2006                                        | Aberdeen          | Regno Unito         | Press & Journal Arena                     | N.D.                                    | N.D.         |              |
| 21 novembre 2006                                        | Aberdeen          | Regno Unito         | Press & Journal Arena                     | N.D.                                    | N.D.         |              |
| 23 novembre 2006                                        | Glasgow           | Regno Unito         | Scottish Exhibition and Conference Centre | N.D.                                    | N.D.         |              |
| 24 novembre 2006                                        | Glasgow           | Regno Unito         | Scottish Exhibition and Conference Centre | N.D.                                    | N.D.         |              |
| 26 novembre 2006                                        | Brighton          | Regno Unito         | Brighton Centre                           | N.D.                                    | N.D.         |              |
| 27 novembre 2006                                        | Bournemouth       | Regno Unito         | Windsor Hall                              | N.D.                                    | N.D.         |              |
| 28 novembre 2006                                        | Birmingham        | Regno Unito         | NEC Arena                                 | N.D.                                    | N.D.         |              |
| 30 novembre 2006                                        | Glasgow           | Regno Unito         | Scottish Exhibition and Conference Centre | N.D.                                    | N.D.         |              |
| 2 dicembre 2006                                         | Sheffield         | Regno Unito         | Hallam FM Arena                           | N.D.                                    | N.D.         |              |
| 3 dicembre 2006                                         | Bournemouth       | Regno Unito         | Windsor Hall                              | N.D.                                    | N.D.         |              |
| 4 dicembre 2006                                         | Londra            | Regno Unito         | Wembley Arena                             | N.D.                                    | N.D.         |              |
| 6 dicembre 2006                                         | Amsterdam         | Paesi Bassi         | Heineken Music Hall                       | N.D.                                    | N.D.         |              |
| 7 dicembre 2006                                         | Amsterdam         | Paesi Bassi         | N.D.                                      | N.D.                                    |              |              |
| 8 dicembre 2006                                         | Stoccarda         | Germania            | Hanns-Martin-Schleyer-Halle               | N.D.                                    | N.D.         |              |
| 10 dicembre 2006                                        | Vienna            | Austria             | Wiener Stadthalle                         | N.D.                                    | N.D.         |              |
| 12 dicembre 2006                                        | Amburgo           | Germania            | Color Line Arena                          | N.D.                                    | N.D.         |              |
| 13 dicembre 2006                                        | Praga             | Repubblica Ceca     | Sazka Arena                               | N.D.                                    | N.D.         |              |
| 15 dicembre 2006                                        | Zagabria          | Croazia             | Dražen Petrović Basketball Hall           | N.D.                                    | N.D.         |              |
| 16 dicembre 2006                                        | Salisburgo        | Germania            | Salzburgarena                             | N.D.                                    | N.D.         |              |
| 17 dicembre 2006                                        | Ginevra           | Svizzera            | SEG Geneva Arena                          | N.D.                                    | N.D.         |              |
| 19 dicembre 2006                                        | Parigi            | Francia             | Palais Omnisports de Paris-Bercy          | N.D.                                    | N.D.         |              |
| 20 dicembre 2006                                        | Lione             | Francia             | Halle Tony Garnier                        | N.D.                                    | N.D.         |              |
| 21 dicembre 2006                                        | Milano            | Italia              | Mazda Palace                              | N.D.                                    | N.D.         |              |
| Nord America (artista d'apertura per Justin Timberlake) |                   |                     |                                           |                                         |              |              |
| 8 gennaio 2007                                          | San Diego         | Stati Uniti         | iPayOne Center                            | N.D.                                    | N.D.         |              |
| 9 gennaio 2007                                          | Anaheim           | Stati Uniti         | Honda Center                              | N.D.                                    | N.D.         |              |
| 11 gennaio 2007                                         | San Jose          | Stati Uniti         | HP Pavilion                               | N.D.                                    | N.D.         |              |
| 12 gennaio 2007                                         | Sacramento        | Stati Uniti         | ARCO Arena                                |                                         |              |              |
| 14 gennaio 2007                                         | Glendale          | Stati Uniti         | Jobing.com Arena                          | N.D.                                    | N.D.         |              |
| 30 gennaio 2007                                         | Toronto           | Canada              | Air Canada Centre                         | N.D.                                    | N.D.         |              |
| 31 gennaio 2007                                         | Montréal          | Canada              | Bell Centre                               | N.D.                                    | N.D.         |              |
| 27 febbraio 2007                                        | Atlanta           | Stati Uniti         | Philips Arena                             | N.D.                                    | N.D.         |              |
| 1 marzo 2007                                            | New Orleans       | Stati Uniti         | New Orleans Arena                         | N.D.                                    | N.D.         |              |
| 4 marzo 2007                                            | Houston           | Stati Uniti         | Toyota Center                             | N.D.                                    | N.D.         |              |
| 5 marzo 2007                                            | Dallas            | Stati Uniti         | American Airlines Center                  | N.D.                                    | N.D.         |              |
| 8 marzo 2007                                            | Omaha             | Stati Uniti         | Qwester Center Omaha                      | N.D.                                    | N.D.         |              |
| 12 marzo 2007                                           | Rosemont          | Stati Uniti         | Allstate Arena                            | N.D.                                    | N.D.         |              |
| 13 marzo 2007                                           | Rosemont          | Stati Uniti         | Allstate Arena                            | N.D.                                    | N.D.         |              |
| 24 marzo 2007                                           | Uncasville        | Stati Uniti         | Mohegan Sun Arena                         | N.D.                                    | N.D.         |              |
| 26 marzo 2007                                           | Manchester        | Stati Uniti         | Verizon Wireless Arena                    | N.D.                                    | N.D.         |              |
| 27 marzo 2007                                           | Filadelfia        | Stati Uniti         | Wachovia Center                           | N.D.                                    | N.D.         |              |
| Oceania                                                 |                   |                     |                                           |                                         |              |              |
| 18 aprile 2007                                          | Perth             | Australia           | Challenge Stadium                         | N.D.                                    | N.D.         |              |
| 19 aprile 2007                                          | Perth             | Australia           | Challenge Stadium                         | N.D.                                    | N.D.         |              |
| 20 aprile 2007                                          | Perth             | Australia           | Challenge Stadium                         | N.D.                                    | N.D.         |              |
| 22 aprile 2007                                          | Adelaide          | Australia           | Adelaide Entertainment Centre             | N.D.                                    | N.D.         |              |
| 23 aprile 2007                                          | Adelaide          | Australia           | Adelaide Entertainment Centre             | N.D.                                    | N.D.         |              |
| 26 aprile 2007                                          | Melbourne         | Australia           | Rod Laver Arena                           | N.D.                                    | N.D.         |              |
| 27 aprile 2007                                          | Melbourne         | Australia           | Rod Laver Arena                           | N.D.                                    | N.D.         |              |
| 28 aprile 2007                                          | Melbourne         | Australia           | Rod Laver Arena                           | N.D.                                    | N.D.         |              |
| 30 aprile 2007                                          | Sydney            | Australia           | Sydney Entertainment Centre               | N.D.                                    | N.D.         |              |
| 1 maggio 2007                                           | Sydney            | Australia           | Sydney Entertainment Centre               | N.D.                                    | N.D.         |              |
| 4 maggio 2007                                           | Brisbane          | Australia           | Brisbane Entertainment Centre             | N.D.                                    | N.D.         |              |
| 5 maggio 2007                                           | Brisbane          | Australia           | Brisbane Entertainment Centre             | N.D.                                    | N.D.         |              |
| 6 maggio 2007                                           | Gold Coast        | Australia           | GCCEC Arena                               | N.D.                                    | N.D.         |              |
| 8 maggio 2007                                           | Newcastle         | Australia           | Newcastle Entertainment Centre            | N.D.                                    | N.D.         |              |
| 9 maggio 2007                                           | Newcastle         | Australia           | Newcastle Entertainment Centre            | N.D.                                    | N.D.         |              |
| 11 maggio 2007                                          | Sydney            | Australia           | Sydney Entertainment Centre               | N.D.                                    | N.D.         |              |
| 12 maggio 2007                                          | Sydney            | Australia           | Sydney Entertainment Centre               | N.D.                                    | N.D.         |              |
| 13 maggio 2007                                          | Sydney            | Australia           | Sydney Entertainment Centre               | N.D.                                    | N.D.         |              |
| 15 maggio 2007                                          | Melbourne         | Australia           | Rod Laver Arena                           | N.D.                                    | N.D.         |              |
| 16 maggio 2007                                          | Melbourne         | Australia           | Rod Laver Arena                           | N.D.                                    | N.D.         |              |
| 17 maggio 2007                                          | Adelaide          | Australia           | Adelaide Entertainment Centre             | N.D.                                    | N.D.         |              |
| 19 maggio 2007                                          | Canberra          | Australia           | AIS Arena                                 | N.D.                                    | N.D.         |              |
| 20 maggio 2007                                          | Canberra          | Australia           | AIS Arena                                 | N.D.                                    | N.D.         |              |
| 21 maggio 2007                                          | Newcastle         | Australia           | Newcastle Entertainment Centre            | N.D.                                    | N.D.         |              |
| 22 maggio 2007                                          | Wollongong        | Australia           | WIN Entertainment Centre                  | N.D.                                    | N.D.         |              |
| 25 maggio 2007                                          | Brisbane          | Australia           | Brisbane Entertainment Centre             | N.D.                                    | N.D.         |              |
| 26 maggio 2007                                          | Brisbane          | Australia           | Brisbane Entertainment Centre             | N.D.                                    | N.D.         |              |
| 28 maggio 2007                                          | Sydney            | Australia           | Sydney Entertainment Centre               | N.D.                                    | N.D.         |              |
| 29 maggio 2007                                          | Melbourne         | Australia           | Rod Laver Arena                           | N.D.                                    | N.D.         |              |
| 30 maggio 2007                                          | Adelaide          | Australia           | Adelaide Entertainment Centre             | N.D.                                    | N.D.         |              |
| 2 giugno 2007                                           | Perth             | Australia           | Challenge Stadium                         | N.D.                                    | N.D.         |              |
| 3 giugno 2007                                           | Perth             | Australia           | Challenge Stadium                         | N.D.                                    | N.D.         |              |
| 4 giugno 2007                                           | Perth             | Australia           | Challenge Stadium                         | N.D.                                    | N.D.         |              |
| 7 giugno 2007                                           | Sydney            | Australia           | Sidney Entertainment Centre               | N.D.                                    | N.D.         |              |
| 8 giugno 2007                                           | Brisbane          | Australia           | Brisbane Entertainment Centre             | N.D.                                    | N.D.         |              |
| 10 giugno 2007                                          | Auckland          | Nuova Zelanda       | Vector Arena                              | N.D.                                    | N.D.         |              |
| Europa                                                  |                   |                     |                                           |                                         |              |              |
| 23 giugno 2007                                          | Dublino           | Irlanda             | Malahide Castle                           | N.D.                                    | N.D.         |              |
| 28 giugno 2007                                          | Skopje            | Macedonia           | Skopje City Stadium                       | N.D.                                    | N.D.         |              |
| 3 luglio 2007                                           | Graz              | Austria             | Stadthalle Graz                           | N.D.                                    | N.D.         |              |
| 5 luglio 2007                                           | Lubiana           | Slovenia            | Tivoli Hall                               | N.D.                                    | N.D.         |              |
| 6 luglio 2007                                           | Klam              | Austria             | Burg Clam                                 | N.D.                                    | N.D.         |              |
| 7 luglio 2007                                           | Lovanio           | Belgio              | Werchter Festival Grounds                 | N.D.                                    | N.D.         |              |
| 11 luglio 2007                                          | Dornbirn          | Austria             | Messe Ground                              | N.D.                                    | N.D.         |              |
| 15 luglio 2007                                          | Edimburgo         | Regno Unito         | Edinburgh Castle Esplanade                | N.D.                                    | N.D.         |              |
| 18 luglio 2007                                          | Sörrach           | Germania            | Marktplatz Sörrach                        | N.D.                                    | N.D.         |              |
| 20 luglio 2007                                          | Soltau            | Germania            | Heide Park Eventfläche                    | N.D.                                    | N.D.         |              |
| 22 luglio 2007                                          | Ulma              | Germania            | Stadthaus Ulm                             | N.D.                                    | N.D.         |              |
| 25 luglio 2007                                          | Roma              | Italia              | Auditorium Parco della Musica             | N.D.                                    | N.D.         |              |
| 28 luglio 2007                                          | Mannheim          | Germania            | Ehrenhof                                  | N.D.                                    | N.D.         |              |
| 29 luglio 2007                                          | Teisnach          | Germania            | Festplatz Teisnach                        | N.D.                                    | N.D.         |              |
| 3 agosto 2007                                           | Imst              | Austria             | Sportplatz Oberstadt                      | N.D.                                    | N.D.         |              |
| 14 agosto 2007                                          | Londra            | Regno Unito         | Brixton Academy                           | N.D.                                    | N.D.         |              |
| 15 agosto 2007                                          | Londra            | Regno Unito         | Brixton Academy                           | N.D.                                    | N.D.         |              |
| 17 agosto 2007                                          | Coburgo           | Germania            | Veste Coburg Square                       | N.D.                                    | N.D.         |              |
| 22 agosto 2007                                          | Plymouth          | Regno Unito         | Plymouth Pavilions                        | N.D.                                    | N.D.         |              |
| 23 agosto 2007                                          | Brighton          | Regno Unito         | Brighton Centre                           | N.D.                                    | N.D.         |              |
| 25 agosto 2007                                          | Halle             | Germania            | Gerry Weber Stadion                       | N.D.                                    | N.D.         |              |
| 26 agosto 2007                                          | Gelsenkirchen     | Germania            | Amphiteathre Gelsenkirchen                | N.D.                                    | N.D.         |              |
| 28 agosto 2007                                          | Odense            | Danimarca           | Odense Cattle Showgrounds                 | N.D.                                    | N.D.         |              |
| 30 agosto 2007                                          | Berlino           | Germania            | Sommergarten                              | N.D.                                    | N.D.         |              |
| Asia                                                    |                   |                     |                                           |                                         |              |              |
| 5 settembre 2007                                        | Dubai             | Emirati Arabi Uniti | Dubai Media City Amphitheatre             | N.D.                                    | N.D.         |              |
| Africa                                                  |                   |                     |                                           |                                         |              |              |
| 8 settembre 2007                                        | North West        | Sudafrica           | Super Bowl Arena                          |                                         |              |              |
| 9 settembre 2007                                        | Johannesburg      | Sudafrica           | Coca-Cola Dome                            | N.D.                                    | N.D.         |              |
| 11 settembre 2007                                       | Città del Capo    | Sudafrica           | Bellville Velodrome                       | N.D.                                    | N.D.         |              |